# Wolterstorffina mirei
Wolterstorffina mirei es una especie de anfibios de la familia Bufonidae. Es endémica de Camerún. Su hábitat natural incluye montanos secos, praderas tropicales o subtropicales a gran altitud y ríos.
Está amenazada de extinción debido a la pérdida de su hábitat natural.